# Apamea molochina
Apamea molochina är en fjärilsart som beskrevs av Jacob Hübner 1802. Apamea molochina ingår i släktet Apamea och familjen nattflyn. Inga underarter finns listade i Catalogue of Life.